# アフガニスタンの交通

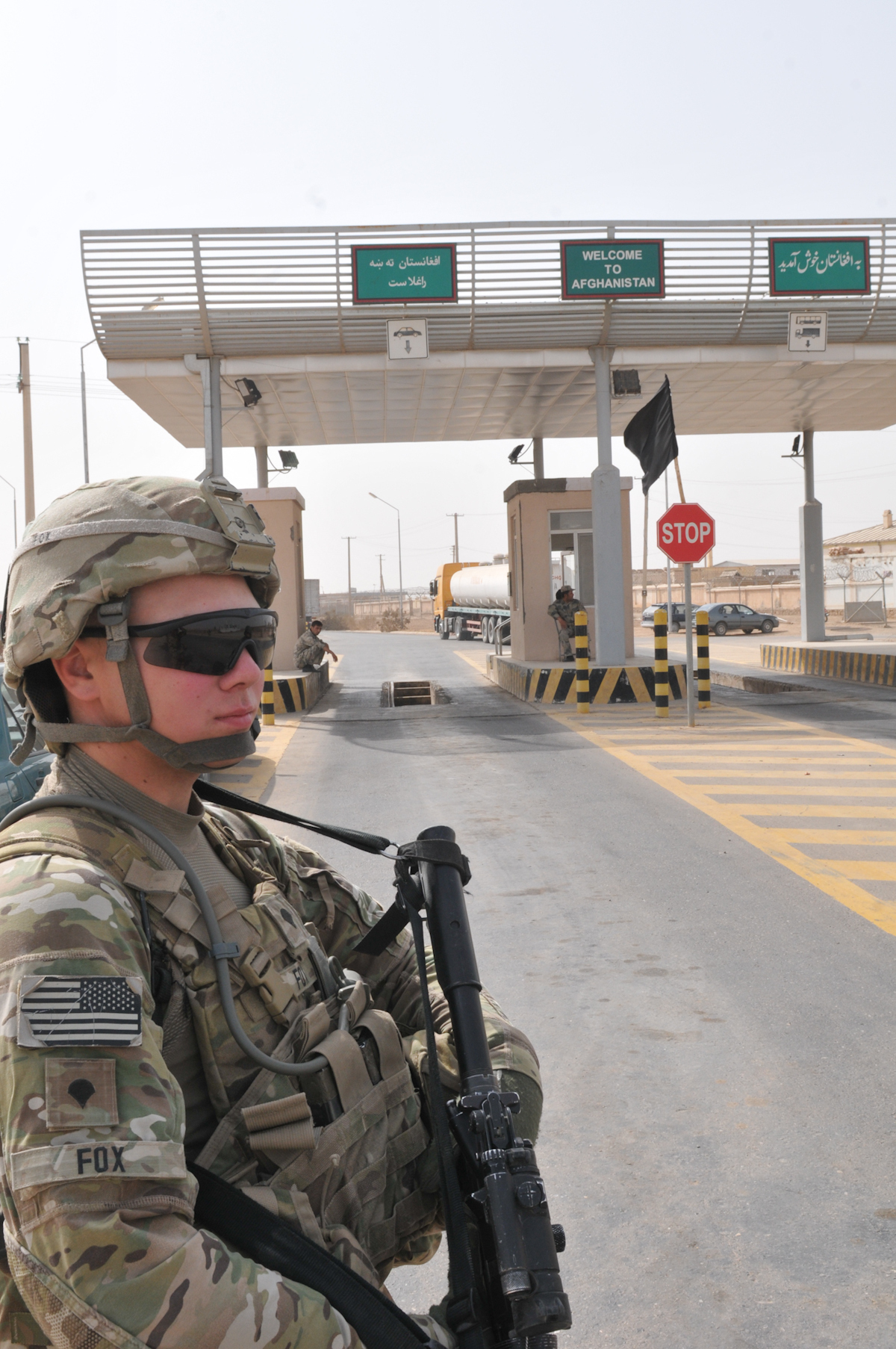
タジキスタンとの国境に近いアフガニスタンのクンドゥズ州にあるShir Khanの国境ゲート

アフガニスタンの交通はもともと、未整備の状態であるが、現在整備されつつある。アフガニスタン国内の道路網の多くは1960年代に整備されたが、1980年代から90年代の内戦により破壊された。国内の移動だけでなく、近隣諸国との貿易を高めるために、道路、橋が再建されつつある。2008年には、国内で約731,607台の車両が登録され、2,900万人が利用している。
内陸国であるアフガニスタンには海港がないが、トルクメニスタン、ウズベキスタン、およびタジキスタンと国境の一部を構成するアムダリア川には、川港がある。空港、道路、鉄道の再建は、近年の急速な経済発展につながっている。国内には約53港の空港やヘリポートがある。

## 高速道路や道路

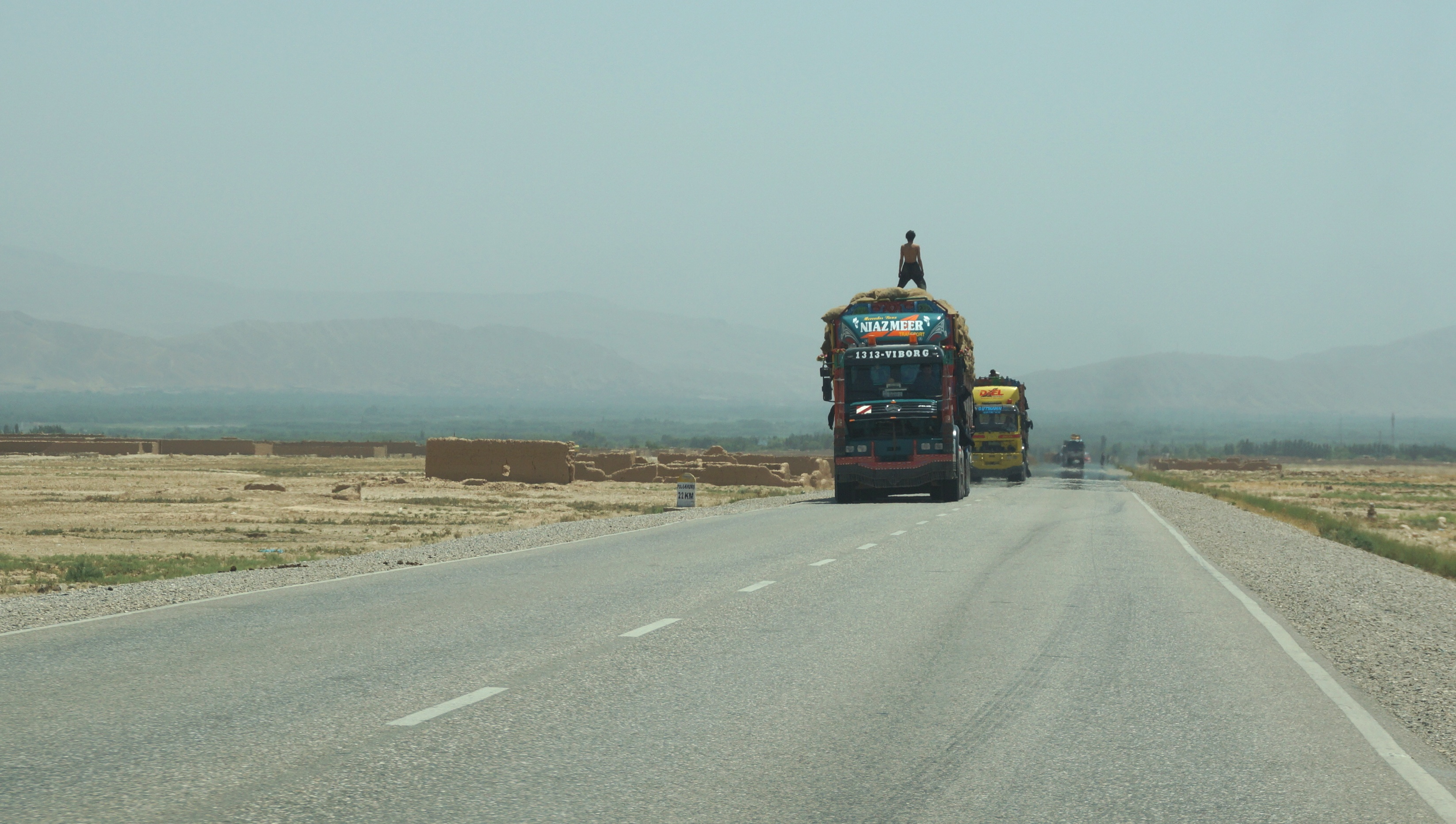
アフガニスタン北部のハイウェイを走行するトラック

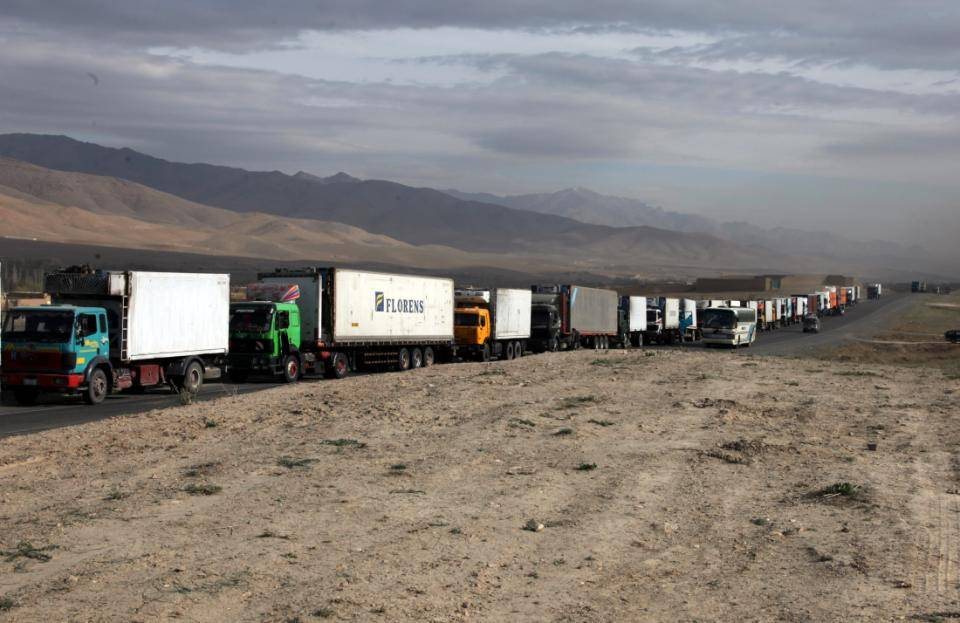
カーブル-カンダハールハイウェイ （2010年）

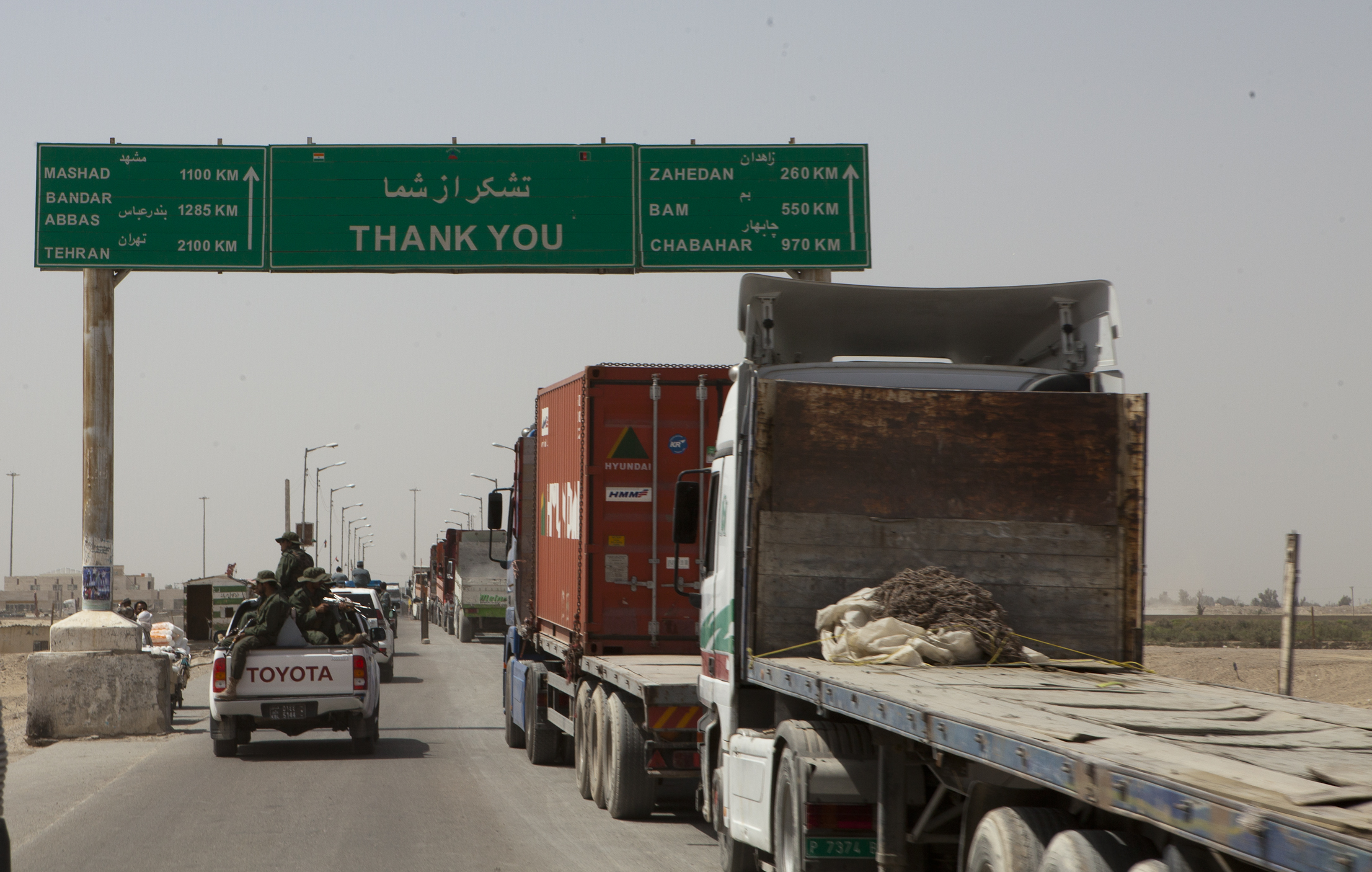
ニームルーズ州でのDelaram-Zaranj Highway

ほとんどの主要道路は、米国とソ連からの支援を受けて1960年代に整備された。1964年、ソ連の支援によりサラン峠をくり抜くトンネルが開通し、アフガニスタンの南北を結ぶ道路が整備された。ラート、カンダハール、ガズニー、カーブルの主要都市とパキスタン近郊を結ぶ高速道路網も形成されている。
2006年の時点、道路網の総延長は、42,150キロメートルであり、12,350キロメートルが舗装され、29,800キロメートルが未舗装である 。アフガニスタンは、右側通行であり、約731,607台の車両が登録されている。アフガニスタン政府は、10年以上の車の輸入を禁止する法律を可決した
自動車による長距離の移動は、メルセデスベンツ製のバスやバン、トラックや自家用車によって運行されている。全国のバスサービスは、主要都市間で利用可能である。ただし、山賊や過激派グループによる襲撃、交通事故などの危険性があり、空路が特に外国人にとって安全である。

### 主要高速道路
高速道路システムは、現在復興しつつある段階である。地域の道路の多くは、修理または改善されつつある。過去30年間、アフガニスタンの交通は、未整備で、断片化していることで経済の発展が妨げられている。タリバンの沈静化以降、多くの道路が再構築された：
- カーブル-カンダハールハイウェイ（A-1）
- カーブル-ジャララバードハイウェイ
- カーブル - ガルデーズハイウェイ
- カーブル-ヘラートハイウェイ（A-77）
- カーブル・マザールハイウェイ（A-76）
- カーブル - マシュハドハイウェイ
- カンダハール - バーミヤンハイウェイ
- スピンボルダック - カンダハールハイウェイ
- カンダハール - ヘラートハイウェイ
- カンダハール - タリンコットハイウェイ
- クンドゥーズ - コムリハイウェイ
- ヘラート・イスラム - カラハイウェイ
- ヘラート - マザーリシャリーフハイウェイ
- ルートトライデント
- デラーラーム-ザランジハイウェイ

タジキスタンとアフガニスタンを結ぶ道路橋が2007年に開通した。建設費3,700万ドルで、全長700メートル、幅11メートルである。パンジ川をまたぎ、タジキスタンのNizhny Panj とアフガニスタンのShir Khan Bandarとを結ぶ。Delaram-Zaranj高速道路は、インドの援助により、2009年1月に開通した
。

## 鉄道

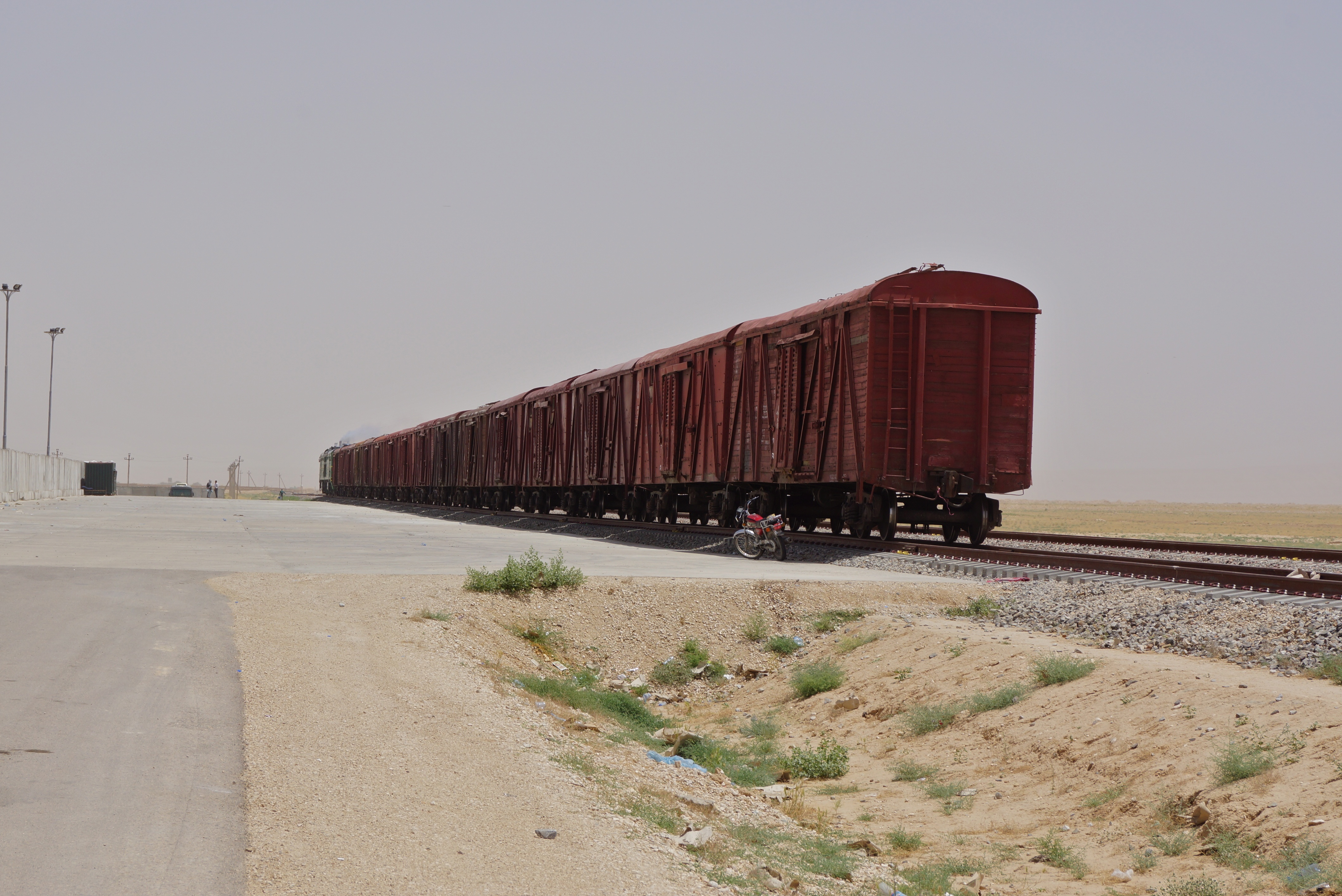
バルフ州の貨物列車

### ウズベキスタンとの関係
ウズベキスタンとアフガニスタン北部の都市マザーリシャリーフの75キロメートル間では鉄道が存在する。軌間は1520ミリメートル広軌である 。テルメズを起点にソ連によって建設されたアフガニスタン＝ウズベキスタン友好橋でアムダリヤ川を渡り、最終的にマザーリシャリーフ空港到達する。アフガニスタン政府は鉄道路線をカーブルに延長し、そして東部の国境の町であるTorkhamまで延長し、パキスタン国鉄と接続することを思案している。当事業は、中国冶金グループ株式会社（MCC）によって行われ、2014年までに完了することが期待されている。戦略的な理由から、これまでのアフガニスタン政府は、イギリスやロシアのような外国による自国への干渉を助長する鉄道を建設することを好まなかった
。

### トルクメニスタンとの関係
トルクメニスタンのSerhetabatからアフガニスタンのTowraghondiまで10キロメートルの広軌の鉄道がある。ソ連が建設した路線の改良が2007年に始まった。

### イランとの関係
アフガニスタンから最も近いイランの鉄道は、マシュハドにある終着駅であり、その路線は、軌間1435ミリメートルの標準軌である。この路線は、ヘラートに向けて東方に191キロメートルが延長中であり、77キロメートルはイラン、残り114キロはメートルアフガニスタンに属している。

### パキスタンとの関係
パキスタンのコジャック峠近くのバローチスターン州チャマン、およびカイバル峠近くのTorkhamまでパキスタン国鉄の路線が存在している。両路線とも広軌（1676ミリメートル）である。それらの路線をカンダハルとカーブルに延長する案がある。2010年7月に、パキスタンとアフガニスタンは、両国を結ぶ鉄道の敷設を進める覚書に署名した。提案されたプロジェクトは、2010年後半に開始すると設定された。

### その他の国との関係
中国やタジキスタンとは、鉄道による連絡はないが、タジキスタンとの接続が2008年に提案された
。

## パイプライン
ウズベキスタンのバグラムとトルクメニスタンのシンダンドから石油のパイプラインが敷設されている。これらのパイプラインは、数年間、放置、使用されなかった。天然ガスのパイプラインは、180キロある。アフガニスタンを横切り、パキスタンに至る天然ガスパイプラインを建設する3億ドルのトランスパイプライン計画が進んでいる

## 港湾
内陸国であるアフガニスタンでは、北部国境の一部を形成するアムダリヤ川が、この国の主要の水路である。約500トンまでの艀（はしけ）により河川での輸送が行なわれている。主な川港は、KheyrabadとShir Khan Bandarである。

## 空路

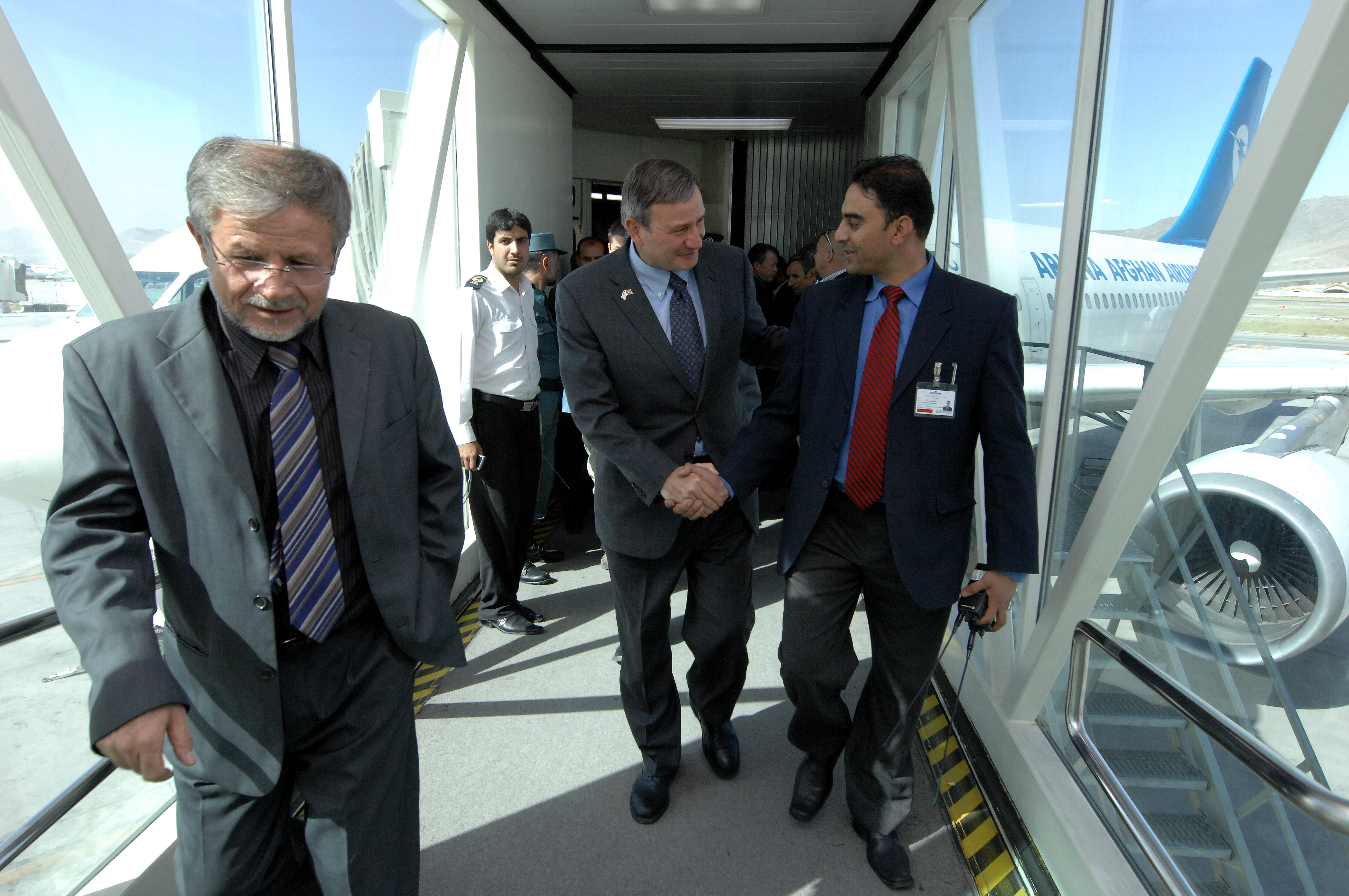
カーブル国際空港

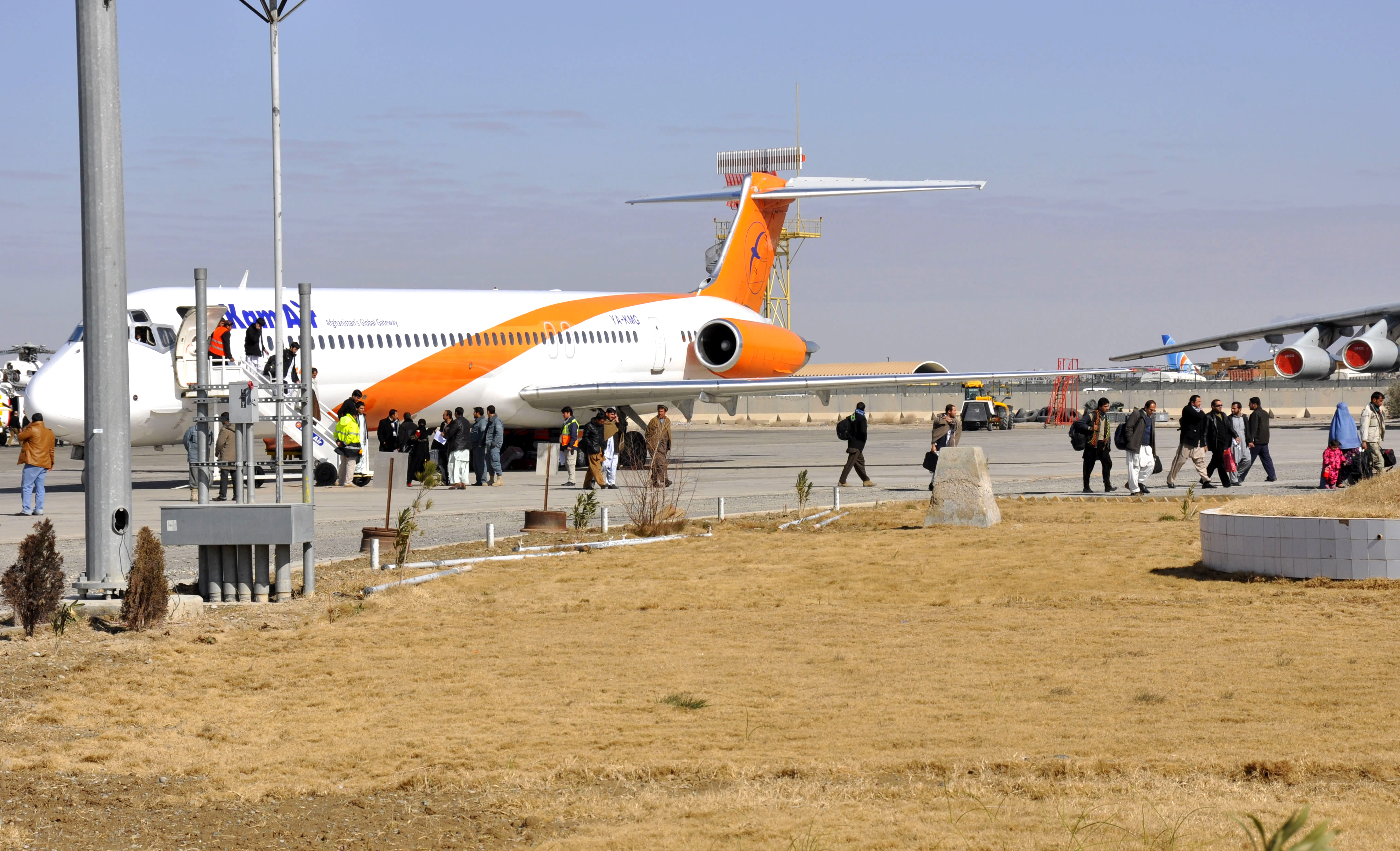
カンダハール国際空港

アフガニスタンの航空輸送は、国内キャリアであるアリアナ・アフガン航空とアフガンジェット・インターナショナル、イーストホライゾン航空、カーム航空、パミール航空、サフィ航空のような民間企業によって提供される。国外の航空会社からの乗り入れもあり、これらには、エア・インディア、エミレーツ航空、ガルフ・エア、イラン・アーセマーン航空、パキスタン国際航空、トルコ航空なども含まれている。
カーブル国際空港はアフガニスタンの主要な空港である。2014年5月の時点で、アフガニスタンは4港の国際空港（ヘラート国際空港、カーブル国際空港、カンダハール国際空港、マザーリシャリーフ空港）が存在し、国内の空港への路線が定期的に10数便運行されている。
アフガニスタン国内には約53の空港あり、これらのうち約19港の滑走路は舗装されている。これらのうち、4港は、3000メートル以上の滑走路があり、3港は、約2500から3000メートルの滑走路が、8港は500から1500メートルの滑走路が、2港は1000メートル下の滑走路がある。約34港の滑走路は、未舗装である。これらのうち、5港は2500から3000メートルの滑走路が、14港は1500から2500メートルの滑走路が、6港は、1000から1500メートルの滑走路が、9港は1000メートル下の滑走路がある。
- カーブル国際空港（3500メートル滑走路）は、国内最大の空港であり、国外航路の主要なハブ空港である
- カンダハール国際空港（3200メートル滑走路）は、アフガニスタン南部にサービスを提供するデュアルユース空港である
- マザーリシャリーフ国際空港（3100メートル滑走路）は、アフガニスタン北部と中央部を提供するデュアルユース空港である
- ヘラート国際空港（2600メートル滑走路）は、アフガニスタン西部の主要な空港である
- ガズニー空港（4000メートル滑走路）2012年4月の時点で建設中であり、2013年に運用されている[14]
- ジャララバード空港（1800メートル滑走路）
- バグラム空軍基地は NATO軍が使用している。当基地は、ヘリコプターのような大量の軍事輸送手段がある。またボーイング747、C-5 ギャラクシーおよびC-17グローブマスターIII軍用貨物機のような大きな航空機も扱うことができる。KBR（ケロッグ・ブラウン・アンド・ルート）など数社が定期的にバグラムに出入りしている。

### ヘリポート
ヘリポートが少なくとも11港ある。